# Ganghwa-eup
Ganghwa-eup (koreanska: 강화읍) är en köping i landskommunen Ganghwa-gun i provinsen Incheon,  50 km nordväst om huvudstaden Seoul. Ganghwa-eup är administrativ centralort i landskommunen Ganghwa-gun och ligger på den norra delen av ön Ganghwado.